# Lignjun mali
Lignjun mali (lat. Illex coindetii), rođak lignjuna velikog.

## Opis i rasprostranjenost
Češće se lovi od lignjuna velikog jer su njegova naselja dosta pliće od velikog, najčešće od 100 do 150 metara, a naravno zalazi i dublje. Ova vrsta kao i što samo ime govori naraste manja od 50 cm, kod nas možda samo do 30 cm. Vrlo je sličan po izgledu kao i veliki lignjun, prepoznatljiva razlika vidljiva je kod njegove peraje, lignjun mali ima peraju srcolikog oblika. Živi u velikima jatima koja se tijekom noći penju u gornje slojeve mora dok se preko dana zadržava u dubljem sloju. 

## Lignjun mali u ljudskoj prehrani
Kao mamac i kao jelo vrijede dvostruka mišljenja oko njegovog mesa.

## Vanjske poveznice
- Riblje oko  Arhivirana inačica izvorne stranice od 8. veljače 2010. (Wayback Machine)